# Bólgar
Bólgar - Болгар (rus) - és una ciutat de Rússia, a la república del Tatarstan, centre administratiu del districte de Spasski. Se situa a la riba esquerra del Volga, a 87 km al sud de Kazan. El 2009 tenia 8.342 habitants.

## Història
Coneguda antigament amb el nom de Bulghar o Bolghar, la ciutat es va formar amb tendes després del 642 i va esdevenir la capital del kanat dels búlgars del Volga (Bulgària del Volga). El kan portava el títol de yiltuwar i era vassall del Kanat Khàzar fins a la caiguda d'aquest el 965, portant després el títol d'amir. El sobirà passejava per la ciutat sense escorta i els seus subdits s'aixecaven i es descobrien al seu pas.
Els russos van assetjar la ciutat de Bulghar el 1120, 1164, 1172, 1183 i 1220. La invasió mongola va aturar les lluites entre búlgars i russos que havien durat prop de dos segles. El 1236 segons les cròniques musulmanes o el 1237 segons les russes, els mongols van atacar Bulghar i la van destruir i van aniquilar l'estat búlgar, que fou incorporat als dominis de Batu Khan de l'Horda d'Or.
La ciutat de Bulghar es va reconstruir i va recuperar la seva prosperitat força aviat. Les troballes arqueològiques demostren que era prospera a la segona meitat del segle xiii i segurament al segle xiv, però en algun moment, per causes desconegudes, la ciutat fou progressivament abandonada potser per l'ascens de Kazan (anomenada de vegades Nova Bolghar, en rus Novi Búlgar) fundada per Batu Khan. Tamerlà la va ignorar el 1395 i el 1399 els russos la van acabar destruint quasi totalment. Kazan fou escollida per Ulugh Muhammad (mort 1446) com a capital del kanat de Kazan derivat de l'Horda d'Or i Bolghar no va tenir opció a recuperar-se. Les referències a Bulghar del segle xv o posteriors es referixen a un territori (l'antiga Bulgària del Volga) i no a la ciutat.
La ciutat moderna es va fundar el 1781. Es va anomenar Spassk fins al 1926, més endavant Spassk-Tàtarski i finalment, el 1935, Kúibixev, en honor de Valerian Kúibixev. El 1991 va tornar a adoptar el seu nom originari, Bólgar. El 1953, la ciutat fou traslladada més a prop de la localitat històrica de Bolghar a causa de la construcció de la presa de Kúibixev, que va submergir l'antiga Spassk.